# Håkan Vestergren
Håkan Vestergren, född 1 januari 1930 i Jönköping, död 6 november 1993 i Falun, var en svensk industriman.
Vestergren blev civiljägmästare vid Skogshögskolan 1957 och anställdes året därpå vid Stora Kopparbergs Bergslags AB, där han först tjänstgjorde i skogsförvaltningen i Mora, men överflyttade till Vansbro 1959 och till Älvdalen 1964. Han blev skogschef i  samma bolag 1966, skogsdirektör 1969 och tillhörde Trädivisionen 1978–1985. Han var verkställande direktör i Bergvik och Ala AB 1979–1984, vice verkställande direktör i Stora AB från 1986, verkställande direktör i Stora Skog AB 1987 och vice verkställande direktör 1991–1992. Han var ordförande Skogs- och Lantarbetsgivareförbundet samt styrelseledamot i Svenska Arbetsgivareföreningen och Skogsstyrelsen. Han var ledamot av Kungliga Ingenjörsvetenskapsakademien och av Kungliga Skogs- och Lantbruksakademien.